# Rob Conway

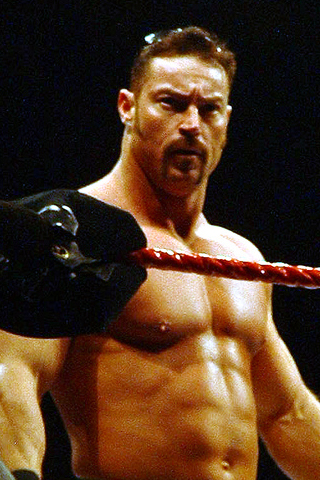
Rob Conway

Robert Thomas (Rob) Conway, Jr. (nascido a 28 de novembro de 1974 em New Albany, Indiana) é um lutador profissional norte-americano, que ficou conhecido por sua passagem na WWE, no programa RAW.